# 이리히로세촌
이리히로세촌(入広瀬村)은 니가타현 기타우오누마군에 설치되었던 촌이다. 2004년 11월 1일 고이데정, 유노타니촌 , 히로카미촌, 스몬촌, 호리노우치촌과 합병으로 우오누마시가 되었다. 

## 지리
일본국내 유수의 폭설지대로 1936년에는 적설 606cm를 관측하였다.

## 역사
- 1889년 4월 1일 - 정촌제 시행과 함께 기타우오누마군 이리히로세촌이 성립하였다. 또한, 다카네촌이 성립하였다.
- 1893년 7월 1일 - 기타우오누마군 다카네촌을 편입하였다.
- 2004년 11월 1일 - 고이데정, 유노타니촌 , 히로카미촌, 스몬촌, 호리노우치촌과 합병해 우오누마시가 설치되어 호리노우치정이 소멸되었다.

## 교통

### 철도
- 동일본 여객철도
  - 다다미선

### 도로
- 국도 제252호선

## 같이 보기
- 우오누마시